# BYD Seal 07
BYD Seal DM-i – hybrydowy samochód osobowy klasy średniej produkowany pod chińską marką BYD w latach 2023–2024 oraz jako BYD Seal 07 od 2024 roku.

## Historia i opis modelu

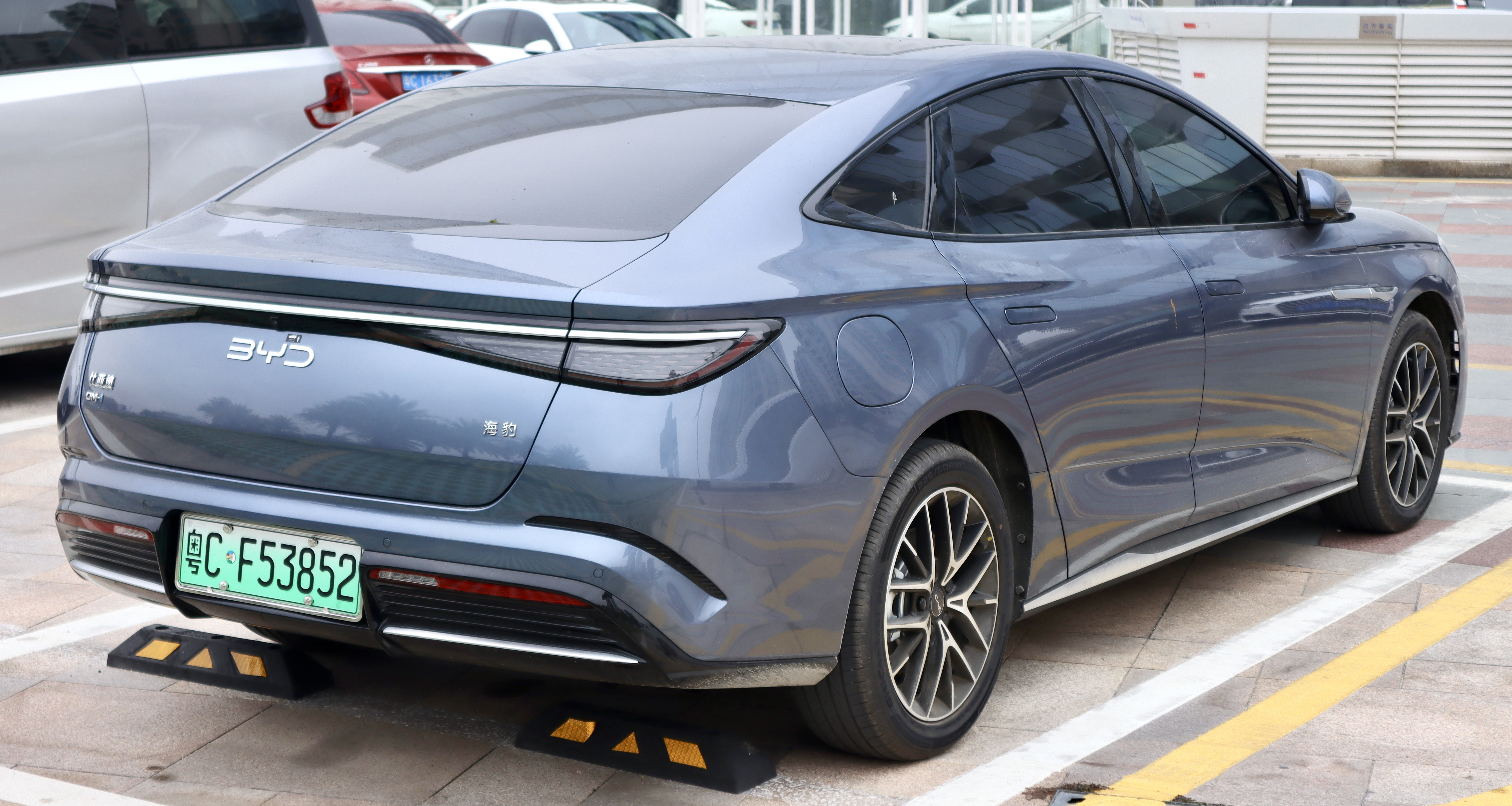
BYD Seal DM-i - tył

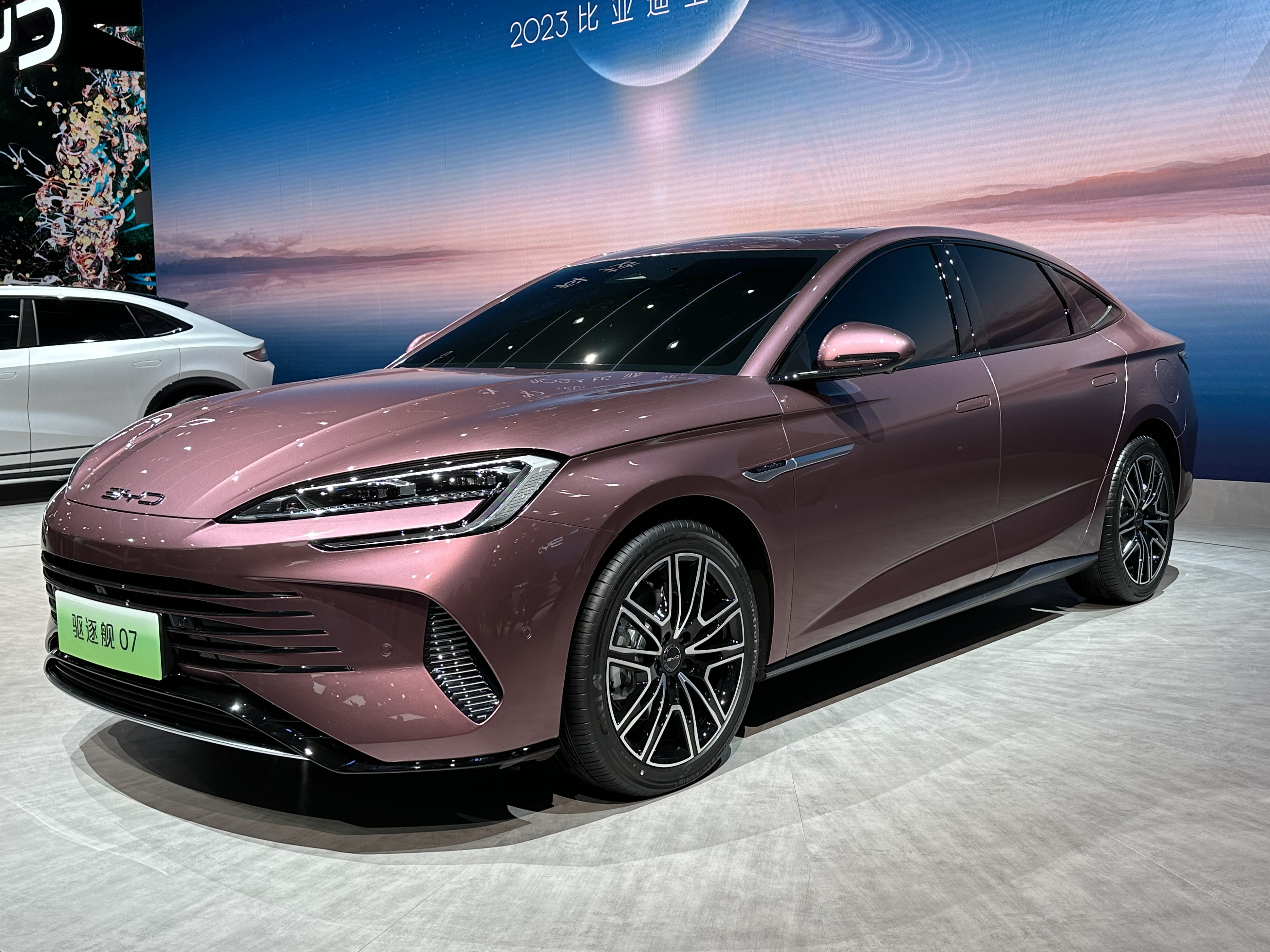
BYD Destroyer 07 podczas premiery

W kwietniu 2023 podczas międzynarodowych targów miejsce premiera Shanghai Auto Show BYD Auto przedstawiło trzeci model w ramach linii modelowej Warship Series, stanowiąc większą alternatywę dla kompaktowego Destroyer 05 pozycjonowaną w klasie średniej. Sedan wówczas noszący nazwę BYD Destroyer 07 powstał na bazie flagowego modelu Han, dzieląc z nim m.in. płytę podłogową i podzespoły techniczne, wyróżniając się zarazem unikalnym projektem stylistycznym. 
Projekt stylistyczny autorstwa Wolfganga Eggera został utrzymany w kolejnej generacji estetyki znanej już z elektrycznego Seala, wyróżniając się m.in. muskularnymi nadkolami, smukłą linią dachu i reflektorami w kształcie bumerangów. Lampy tylne przyjęły kształt w stylu kropel wody, dominując pas w kompozycji z chromowaną listwą.
W lipcu 2023 producent podjął decyzję o zmianie pierwotnej nazwy, pod którą odbyła się kwietniowa premiera, przemianowując hybrydowego sedana na BYD Seal DM-i. Przy okazji producent przedstawił oficjalne fotografie kabiny pasażerskiej, która utrzymana została we wzornictwie tożsamym z innymi modelami chińskiej firmy. Centralnym elementem deski rozdzielczej stał się obracający w zakresie 90 stopni ekran dotykowy systemu multimedialnego o przekątnej 15,6 cala. Cyfrowe zegary utworzył 10,25 calowy ekran, z kolei w konsoli centralnej umieszczono dwa pola do ładowania indukcyjnego telefonu oraz dwa uchwyty na kubki.
W sierpniu 2024 dokonano ponownej korekty nazwy, tym razem mającej na celu uporządkować pozycjonowanie w ramach większej niż dotąd linii wielu modeli o nazwie "Seal". Tym sposobem Seal DM-i został przemianowany na BYD Seal 07.

### Sprzedaż
BYD Seal DM-i powstał głównie z myślą o rynku chińskim, pozycjonując go w gamie jako tańsza alternatywa dla starszego i bardziej luksusowego pokrewnego modelu Han. Początek sprzedaży hybrydowego modelu wyznaczony został na drugą połowę 2023 roku.

### Dane techniczne
W przeciwieństwie do w pełni elektrycznego Seala, BYD Seal DM-i został samochodem hybrydowym typu plug-in. Spalinowo-elektryczny układ napędowy tworzy 1,5 litrowy silnik benzynowy o mocy 130 KM, który wspierany jest przez silnik elektryczny. Autorskiej konstrukcji akumulator "Blade Battery" oferowany jest w dwóch wariantach, które umożliwiają przejechać na jednym ładowaniu w trybie czysto elektrycznym 120 lub 200 kilometrów.